# Liffey Railway Bridge
Die Liffey Railway Bridge, auch Liffey Viaduct, irisch Droichead Iarnróid na Life, ist eine Eisenbahnbrücke, die westlich des Bahnhofs Heuston über den Fluss Liffey in Dublin, Irland führt. 
Die Brücke wurde 1877 eröffnet und ist Teil der von der Great Southern and Western Railway betriebenen Strecke, welche drei der damals vorhandenen fünf Bahnhöfe von Dublin miteinander verband: die Heuston Station, die Broadstone Station und die Amiens Street Station. Nördlich der Brücke schließt sich der 690 m lange Phoenix Park Tunnel an. Die Verbindung wird heute von Güterzügen und vom Phoenix Park Tunnel Service der Iarnród Éireann genutzt.
Die von John Benjamin Macneill entworfene Brücke besteht aus zwei steinernen Bogenbrücken, die mit einem 34 m langen schmiedeeisernen Gitterträger verbunden sind.